# Новачене (Софийская область)
Новачене (болг. Новачене) — село в Болгарии. Находится в Софийской области, входит в общину Ботевград. Население составляет 1305 человек (2022).

## Политическая ситуация
В местном кметстве Новачене, в состав которого входит Новачене, должность кмета (старосты) исполняет Георги Мишев Георгиев (Союз свободной демократии (ССД)) по результатам выборов правления кметства.
Кмет (мэр) общины Ботевград — Георги Цветанов Георгиев (коалиция партий:гражданский союз за новую Болгарию, национальное движение «Симеон Второй» (НДСВ), Болгарская социал-демократия (БСД)) по результатам выборов в правление общины.

## Достопримечательности, памятные места
Мемориальный комплекс прапорщиков Данилевского, Велинского и Назимова и 10 нижних чинов Лейб-гвардейского драгунского полка, погибших 10 декабря 1877 года в районе села Новачене. Расположен в парке к северу от Новачене.